# Norway House
Norway House ist eine Ansiedlung mit rund 5.400 Einwohnern ca. 30 km nördlich des Winnipegsees am Ufer des östlichen Kanals des Nelson River in der kanadischen Provinz Manitoba. Die Siedlung liegt in der Census Division No. 22, welche zur Northern Region gehört. Zu Norway House gehört auch ein Indianer-Reservat der First Nations vom Volk der „Kinosao Sipi Cree Nation“, weshalb der Gemeinde sowohl ein Bürgermeister als auch ein Stammesführer vorstehen. Die wirtschaftliche Grundlage der Gemeinde bilden Fischerei, Fellhandel und Holzeinschlag. Saisonal bedingt beträgt die Arbeitslosigkeit bis zu 70 %.

## Geschichte
Der Ort entstand, nachdem im Jahr 1816 Thomas Douglas eine Gruppe von norwegischen Siedlern beauftragt hatte, eine Straße von der York Factory zum Winnipegsee zu bauen und an dieser eine Reihe von Versorgungsposten einzurichten.
Norway House war ursprünglich eine Handelsniederlassung der Hudson’s Bay Company und lange Zeit deren bedeutendster Posten im nordamerikanischen Inland. Zwischen den 1820er Jahren und den 1840er Jahren passierte der York Factory Express, eine Handelsroute der Hudson’s Bay Company zwischen der York Factory an der Hudson Bay und dem Fort Vancouver im Columbia District, den Ort. Im 19. Jahrhundert wurden wichtige Entscheidungen des Unternehmens in Ratssitzungen vor Ort getroffen, bis 1869 deren Gebiete an die Canadian Dominion, dem Vorläufer des heutigen Kanada, verkauft wurden. Mit der folgenden Besiedlung der nördliche Prärie verlor der Fellhandel an Bedeutung, und mit ihm auch Norway House.
Das ehemals wichtigstes Inlanddepot der Hudson’s Bay Company und der Ort, an dem im Jahr 1875 der als Treaty No. 5 bezeichnete Vertrag zwischen der britischen Krone sowie 38 First Nations unterzeichnet wurde, wurden am 30. Mai 1932 zur National Historic Site of Canada erklärt.

## Demographie
Der Zensus im Jahr 2016 ergab für die Gemeinde eine Bevölkerungszahl von 433 Einwohnern, nachdem der Zensus im Jahr 2011 für die Gemeinde noch eine Bevölkerungszahl von 461 Einwohnern ergeben hatte. Die Bevölkerung hat dabei im Vergleich zum letzten Zensus im Jahr 2011 um 6,1 % abgenommen und sich damit gegen den Provinzdurchschnitt mit einer Bevölkerungszunahme von 5,8 % entwickelt.
Der Zensus für das Indianerreservat aus demselben Jahr ergab eine Bevölkerungszahl von 4.927 Einwohnern, nachdem der Zensus im Jahr 2011 für das Reservat noch eine Bevölkerungszahl von 4.758 Einwohnern ergeben hatte. Während die Bevölkerung im Ort abnahm hat die Einwohnerzahl im Reservat im Vergleich zum letzten Zensus im Jahr 2011 um 3,6 % zugenommen und sich damit ähnlich den Provinzdurchschnitt mit einer Bevölkerungszunahme von 5,8 % entwickelt.

## Verkehr
Die Ansiedlung ist nur durch die Manitoba Provincial Road 374, eine Allwetterstraße welche vom etwa 130 km entfernten Manitoba Highway 6 abzweigt, mit der restlichen Provinz verbunden. Südwestlich der Siedlung befindet sich der örtliche Flugplatz (IATA-Flughafencode: YNE, ICAO-Code: CYNE, Transport Canada Identifier: -). Der Flugplatz verfügt nur über eine kurze geschotterte Start- und Landebahn von 1.189 Meter Länge.

## Töchter und Söhne der Stadt
- Tina Keeper (* 1962), Schauspielerin
- Helen Betty Osborne (1952–1971), Mordopfer